# Ottó Török
Ottó Török (n. 1 noiembrie 1937, Csillaghegy⁠(d), Regatul Ungariei, Ungaria) este un sportiv ce a reprezentat Ungaria, medaliat olimpic. A participat la o ediție a Jocurilor Olimpice (1964) în care a câștigat o medalie de bronz.

## Participări
Lista de mai jos prezintă principalele competiții la care a participat Ottó Török de-a lungul carierei.
- modern pentathlon at the 1964 Summer Olympics – team[*]